# Thibault Verhaeghe
Thibault Verhaeghe est un acteur belge né le 11 juin 1992.

## Biographie
Il est le fils d’Olivier Verhaeghe, producteur de music dance connu dans les années 1990, notamment pour le hit Vous êtes fous !, et d’Isabelle Schmitz. Il habite actuellement à Bruxelles.
Il a joué au cinéma dans Jeux d’enfants (2003) de Yann Samuell, un film français en coproduction belge qui fut tourné à Bruxelles et à Liège (Belgique), aux côtés de Marion Cotillard et de Guillaume Canet, qu’il interprète à 8 ans dans le rôle de Julien Janvier.
En 2005, il joue dans le téléfilm français Trois pères à la maison : des enfants bien élevés.
Il interprète aussi le rôle de Thibault dans la série télévisée belge À tort ou à raison (2005).
Il a joué dans des spots publicitaires belges et français (pour notamment Danone, Petit Prince, Ariel, Monsieur Propre, Shoe Discount…  ) et fait de la photo. 
Il a prêté sa voix à des publicités belges de radio.